# Prangos acaulis
Prangos acaulis är en flockblommig växtart som först beskrevs av Dc., och fick sitt nu gällande namn av Joseph Friedrich Nicolaus Bornmüller. Prangos acaulis ingår i släktet Prangos och familjen flockblommiga växter. Inga underarter finns listade i Catalogue of Life.